# Guilherme de Rubruck
Guilherme de Rubruck (em flamengo: Willem van Ruysbroeck; em francês: Guillaume de Rubrouck; Rubrouck, c. 1220 - c. 1293) foi um monge franciscano flamengo, missionário e explorador, autor de um relato importante sobre suas viagens pela Ásia, obra de destaque na literatura geográfica medieval.
Nascido em Rubrouck, em Flandres, também é conhecido como Guilherme de Rubruk, William of Rubruk, Willem van Ruysbroeck, Guillaume de Rubrouck ou Willielmus de Rubruquis.

## Missão
Guilherme acompanhou o rei Luís IX da França na Sétima Cruzada, em 1248. Em 7 de maio de 1253, sob ordens de Luís, partiu de Constantinopla numa viagem missionária para converter os tártaros, seguindo a rota de uma viagem anterior do missionário húngaro frei Juliano. No grupo de Guilherme estava Bartolomeo da Cremona, um criado chamado Gossete, um intérprete chamado de Homo Dei ("homem de Deus", em latim, tradução literal do árabe Abedalá).

## Viagens
Depois de alcançar a cidade de Sudak, na Crimeia, Guilherme continuou sua jornada em carros de boi. Após cruzar o rio Dom, encontrou-se com Sartaque, soberano do Canato da Horda Dourada. O Cã enviou Guilherme a seu pai, Batu Cã, em Sarai, próximo ao Volga. Cinco semanas mais tarde, depois de sua partida de Sudak, chegou ao acampamento de Batu Cã, soberano mongol da região do Volga, que recusou-se a ser convertido, porém enviou seus embaixadores ao grão-cã Mangu Cã. Partiu a cavalo, juntamente com seus companheiros, em 16 de setembro de 1253, numa viagem de 9 000 quilômetros até a corte do grão-cã, em Caracórum. Ao chegar, foi recebido com honras, e ficou no acampamento do Cã até 10 de julho de 1254, quando iniciou sua longa viagem de volta. Guilherme e seus companheiros chegaram ao Estado Cruzado de Trípoli em 15 de agosto de 1255.
Guilherme de Rubruck integrou a quarta missão europeia aos mongóis; antes dele, João de Plano Carpini e Ascelino da Lombardia, em 1245, e André de Longjumeau, em 1249, haviam sido enviados. O rei foi encorajado a enviar outra missão depois de relatos da presença de cristãos nestorianos na corte mongol.

## Relato
Ao retornar, Guilherme presentou o rei com um relato muito claro e preciso, intitulado Itinerarium fratris Willielmi de Rubruquis de ordine fratrum Minorum, Galli, Anno gratia 1253 ad partes Orientales. Nele descreveu as peculiaridades da Mongólia, fez várias observações geográficas, o que faz da obra a primeira descrição científica da Ásia Central, além de observações antropológicas, como ao manifestar surpresa com a presença do islamismo na Ásia Interior.
Guilherme também respondeu a uma questão antiga para os europeus da época, ao passar pelo norte do mar Cáspio e provar que ele era um mar interno, e não desaguava no oceano Ártico (embora os primeiros exploradores escandinavos já o possam ter descoberto, ele foi o primeiro a relatar o fato).
A obra de Guilherme está dividida em 40 capítulos; os dez primeiros relatam observações gerais sobre os mongóis e seus costumes. Os capítulos de 11 a 40 apresentam um relato do percurso e dos eventos da viagem. William de Rubruck, bom observador e escritor, costumava fazer muitas perguntas durante sua viagem, e não tomava folclore e fábulas como verdades; seu relatório é uma das grandes obras-primas da literatura geográfica medieval, comparável à de Marco Polo - embora sejam significantemente diferentes.
A um certo ponto de sua estada entre os mongóis, Guilherme entrou numa célebre competição realizada na corte mongol, onde o cã encorajou um debate formal entre cristãos, budistas e muçulmanos, para determinar qual fé estaria correta, de acordo com três juízes, um de cada fé. O debate atraiu uma grande multidão e, como na maior parte dos eventos mongóis, envolvia grande quantidade de álcool. Como foi descrito por Jack Weatherford em seu livro Genghis Khan and the Making of the Modern World:

Nenhum dos lados parecia convencer o outro de nada. Finalmente, à medida que os efeitos do álcool tornaram-se mais fortes, os cristãos desistiram de tentar convencer qualquer um com argumentos lógicos, e passaram a cantar. Os muçulmanos, que não cantavam, responderam recitando em voz alta o Corão, tentando abafar o som dos cristãos, enquanto os budistas entraram em meditação silenciosa. Ao fim do debate, incapazes de converter ou matar-se uns aos outros, concluíram da maneira em que a maior parte dos debates era concluída, com todo mundo simplesmente bêbado demais para prosseguir.